# Róbert Isaszegi
Róbert Isaszegi, född den 2 maj 1965 i Sárospatak, norra Ungern, är en ungersk boxare som tog OS-brons i lätt flugviktsboxning 1988 i Seoul. Amerikanen Michael Carbajal slog ut Isaszegi i semifinalen.